# Naser Malek Motiee
Naser Malek Motiee (en persan ناصر ملک‌ مطیعی, né le 28 mars 1930 à Téhéran et mort le 25 mai 2018) est un acteur et réalisateur iranien.

## Biographie
Naser Malek Motiee a joué dans un grand nombre de films et de séries télévisées.

## Filmographie
- 2013 : Naghsh-e Negar
- 1982 : Barzakhiha
- 1977 : Baraj
- 1977 : Sine-chak
- 1976 : Atash-e jonoob
- 1976 : Bot
- 1976 : Deprem
- 1976 : İki Kızgın Adam
- 1974 : Dix petits nègres
- 1974 : Agha Mehdi fait son entrée
- 1974 : Oosta karim nokaretim
- 1974 : Salat-e zohr

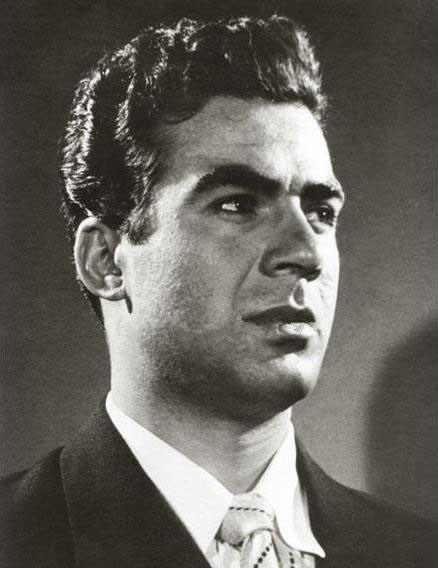
Naser Malek Motiee dans les années 1960.

- 1974 : Soltan-e Sahebgharan (série télévisée)
- 1973 : Sheikh Saleh
- 1972 : Ghalandar
- 1972 : Mehdi in Black and Hot Mini Pants
- 1971 : Baba Shamal
- 1971 : Gholam gendarme
- 1971 : Kako
- 1971 : A Hut Across the River
- 1971 : Looti
- 1971 : Noghre-dagh
- 1971 : Pahlevan mofrad
- 1971 : Seh Ghap
- 1970 : Avare aşık
- 1970 : Pigeon ramier (en persan: طوقی) d'Ali Hatemi
- 1969 : Gheysar
- 1969 : Kölen olayim
- 1968 : Hırsız Kız
- 1966 : Hashem khan
- 1966 : Hossein Kord Shabestari
- 1963 : Aras Khan